# Hamadi Arafa
Pour les articles homonymes, voir Arafa.
Hamadi Arafa (arabe : حمادي عرافة), né en 1947, est un réalisateur de télévision et de cinéma tunisien.

## Biographie
Il rejoint la RTT en 1967 en tant qu'assistant réalisateur puis comme réalisateur d'œuvres de fiction et de variétés. Nommé directeur de Tunisie 7, il est finalement chargé le 31 août 2007 de la direction de Canal 21 (rebaptisée Tunisie 21 puis Télévision tunisienne 2) afin d'assurer son lancement sur le satellite. Il cède son poste à Imène Bahroun le 7 janvier 2012.

## Filmographie

### Cinéma
- 2005 : Lit

### Télévision
- 1973 : J'avoue
- 1983 : Yahia Ibn Omar
- 1985 : El Watek bellah el hafsi
- 1991 : Les Gens, une histoire
- 1997 : Lih El Fernan
- 2001 : Ryhana
- 2003 : Ikhwa wa Zaman
- 2005 : Chara Al Hobb
- 2007 : Kamanjet Sallema
- 2012 : Pour les beaux yeux de Catherine